# ديفيد نيل باين
ديفيد نيل باين (بالإنجليزية: David Neil Payne)‏ ‏ (ولد في 13 أغسطس 1944) هو بروفيسور ضوئيات بريطاني ورئيس قسم مركز أبحاث الإلكترونيات الضوئية في جامعة ساوثهامبتون.

## الجوائز
حاز على وسام كلفن الذهبي سنة 2004.